# 約翰·巴克萊
約翰·巴克萊（英語：John Barclay；1986年9月24日—）是一位蘇格蘭橄欖球運動員。他是蘇格蘭國家橄欖球隊的一員，代表蘇格蘭參加了2011年世界盃橄欖球賽。